# Фалкарій
Фалкарій (лат. Falcarius — «серповик») — рід примітивних теризинозаврів, що існували в ранньокрейдяний період на території сучасної Північної Америки. Його рештки вперше були виявлені у формації Кедрової гори в 1999 році, а наступні знахідки були зроблені впродовж 2000-х років. Рід відомий за численними зразками, починаючи від молодняку і закінчуючи дорослими екземплярами.
Фалкарій був двоногим травоїдним звіром завдовжки 4 м з маленькою головою, витягнутою шиєю та хвостом. На відміну від більш просунутих форм теризинозаврів, фалкарій мав пропубічний таз і трипалі ноги зі зменшеним великим першим пальцем стопи (англ. hallux).
Falcarius — найдавніший з відомих родів теризинозаврів, що вважався перехідною формою між типовим планом тіла тероподів і незвичайною морфологією теризинозаврів (Therizinosauridae).  Його опис у 2005 році, після опису базального теризинозавра Beipiaosaurus з ранньої крейди Китаю в 1999 році, допоміг прояснити ранню еволюцію теризинозаврів та їхні спорідненості в межах великої групи Theropoda. 

## Опис

Порівняння розмірів з людиною

Фалкарій відомий з численних зразків на різних онтогенетичних стадіях. Найменший екземпляр був не більше 1 м, середні дорослі особини мали довжину близько 4—5 м і вагу близько 100 кг.
Анатомія голови фалкарія відома частково. Череп був невеликим і витягнутим. Завдяки своїй довгій шиї фалкарія міг діставати близько 1,5 м від землі, щоб гризти листя або плоди, а можливо, і вище. У верхній щелепі налічувалося щонайменше шістнадцять зубів. Зубна кістка (частина нижньої щелепи) налічувала двадцять вісім зубів. Його маленькі листоподібні та дуже дрібно зазубрені верхні зуби вказують на те, що він харчувався рослинним матеріалом. Передні п'ять зубів нижньої щелепи набагато довші, пряміші та більш загострені, що може свідчити про частково всеїдну дієту, що включала м'ясо, наприклад, дрібних тварин, таких як ящірки.
Кисть досить довга, але не дуже міцна, з подовженими п'ястковими кістками, хоча перша п'ясткова кістка коротка. Перший палець відходить від другого, найдовшого пальця руки. Третій палець дуже тонкий. Кігті на лапах помірно вигнуті, досить загострені й помірно довгі.

## Історія відкриття

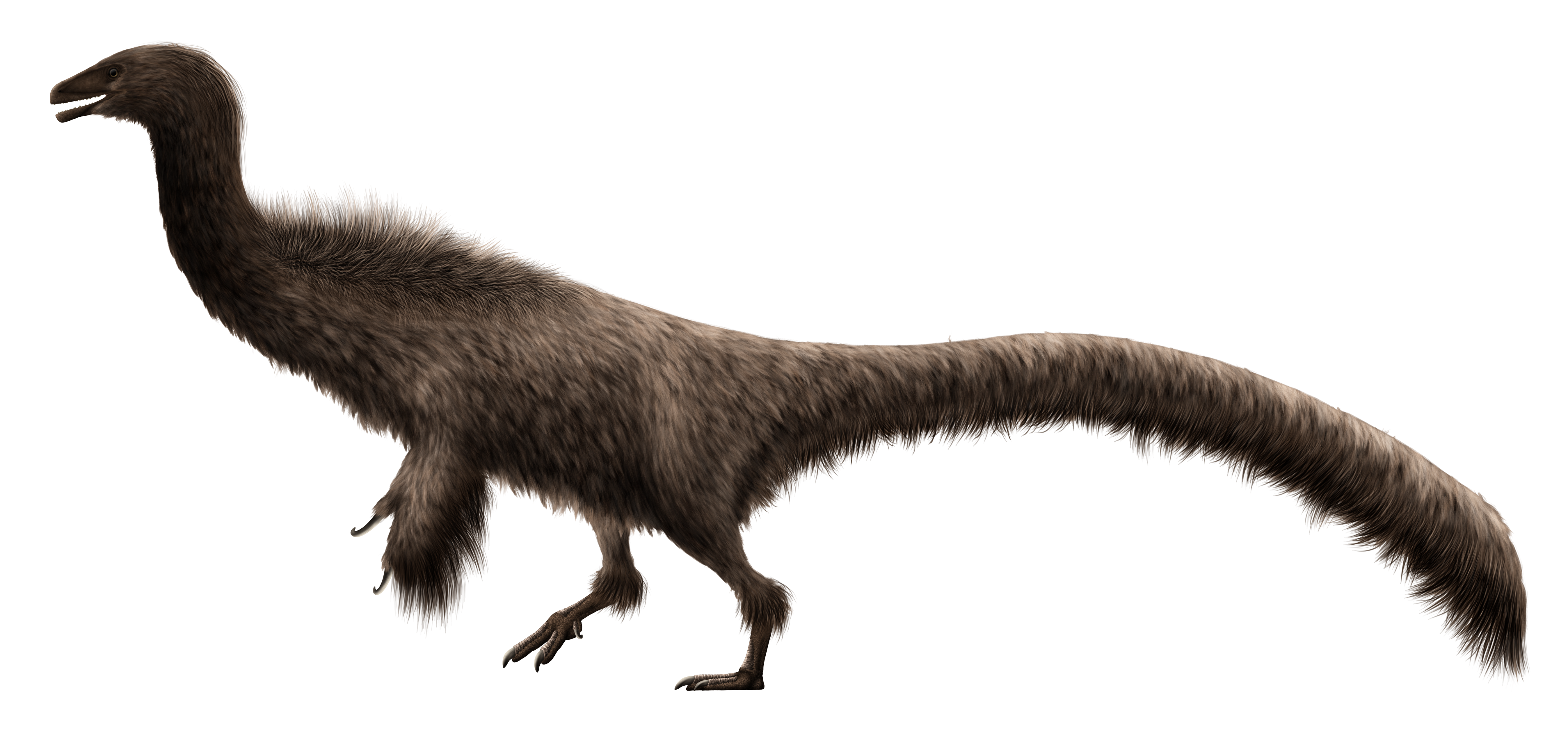
Художня реконструкція фалкарія

Фалкарій був знайдений при розкопках в штаті Юта (США). Було виявлено велике поховання динозаврів. За оцінками фахівців з місцевого Музею природної історії, сотні або навіть тисячі тварин загинули практично одночасно. Учені поки не можуть пояснити, що стало причиною смерті стародавніх ящерів. За однією з версій знайдені динозаври жили зграями та загинули, отруївшись зараженою отруйними речовинами водою. Причиною масового отруєння міг стати, наприклад, природний газ[джерело?].

## Філогенія
На кладограмі нижче представлені результати філогенетичного аналізу теризинозаврів, виконаного Йошицугу Кобаяші (Yoshitsugu Cobayashi) та його командою у 2022 році, на основі їхнього опису паралітрізінозавра. Falcarius відновлений у статусі найбазальнішого таксона теризинозаврових:
|  | Lingyuanosaurus                                                  |
|  |                                                                  |
|  | \| \| Alxasaurus \| \| \| \| \| \| Therizinosauridae \| \| \| \| |
|  |                                                                  |
|  | Alxasaurus                                                       |
|  |                                                                  |
|  | Therizinosauridae                                                |
|  |                                                                  |

|  | Alxasaurus        |
|  |                   |
|  | Therizinosauridae |
|  |                   |

|  | Lingyuanosaurus                                                  |
|  |                                                                  |
|  | \| \| Alxasaurus \| \| \| \| \| \| Therizinosauridae \| \| \| \| |
|  |                                                                  |
|  | Alxasaurus                                                       |
|  |                                                                  |
|  | Therizinosauridae                                                |
|  |                                                                  |

|  | Alxasaurus        |
|  |                   |
|  | Therizinosauridae |
|  |                   |

|  | Lingyuanosaurus                                                  |
|  |                                                                  |
|  | \| \| Alxasaurus \| \| \| \| \| \| Therizinosauridae \| \| \| \| |
|  |                                                                  |
|  | Alxasaurus                                                       |
|  |                                                                  |
|  | Therizinosauridae                                                |
|  |                                                                  |

|  | Alxasaurus        |
|  |                   |
|  | Therizinosauridae |
|  |                   |

|  | Lingyuanosaurus                                                  |
|  |                                                                  |
|  | \| \| Alxasaurus \| \| \| \| \| \| Therizinosauridae \| \| \| \| |
|  |                                                                  |
|  | Alxasaurus                                                       |
|  |                                                                  |
|  | Therizinosauridae                                                |
|  |                                                                  |

|  | Alxasaurus        |
|  |                   |
|  | Therizinosauridae |
|  |                   |

|  | Lingyuanosaurus                                                  |
|  |                                                                  |
|  | \| \| Alxasaurus \| \| \| \| \| \| Therizinosauridae \| \| \| \| |
|  |                                                                  |
|  | Alxasaurus                                                       |
|  |                                                                  |
|  | Therizinosauridae                                                |
|  |                                                                  |

|  | Alxasaurus        |
|  |                   |
|  | Therizinosauridae |
|  |                   |

|  | Lingyuanosaurus                                                  |
|  |                                                                  |
|  | \| \| Alxasaurus \| \| \| \| \| \| Therizinosauridae \| \| \| \| |
|  |                                                                  |
|  | Alxasaurus                                                       |
|  |                                                                  |
|  | Therizinosauridae                                                |
|  |                                                                  |

|  | Alxasaurus        |
|  |                   |
|  | Therizinosauridae |
|  |                   |

|  | Lingyuanosaurus                                                  |
|  |                                                                  |
|  | \| \| Alxasaurus \| \| \| \| \| \| Therizinosauridae \| \| \| \| |
|  |                                                                  |
|  | Alxasaurus                                                       |
|  |                                                                  |
|  | Therizinosauridae                                                |
|  |                                                                  |

|  | Alxasaurus        |
|  |                   |
|  | Therizinosauridae |
|  |                   |

|  | Lingyuanosaurus                                                  |
|  |                                                                  |
|  | \| \| Alxasaurus \| \| \| \| \| \| Therizinosauridae \| \| \| \| |
|  |                                                                  |
|  | Alxasaurus                                                       |
|  |                                                                  |
|  | Therizinosauridae                                                |
|  |                                                                  |

|  | Alxasaurus        |
|  |                   |
|  | Therizinosauridae |
|  |                   |